# 舒廉
舒康（？年—？年），字子安，廣州駐防旗人，繙譯進士。

## 生平
- 咸丰二年，中式繙譯進士。
- 同治四年，署江寧府理事同知[1]。